# HD 38529 Ab
HD 38529 Ab는 오리온자리 방향으로 지구로부터 약 138광년 떨어진 곳에 있는 외계 행성이다. 2000년 데브라 피셔 연구진이 발견했다. 항성이 일정 주기마다 미묘하게 떨리는 것에서 이 행성의 존재를 밝혀냈는데, 이를 도플러 분광법이라고 부르며, 지금까지 발견된 외계 행성들의 발견법 중 가장 큰 비중을 차지하고 있다. 최소 질량은 목성의 0.78배로 목성과 같은 가스 행성일 것이다. 이 행성은 뜨거운 목성으로 분류되는 공전 궤도 거리의 바로 바깥을 돌고 있다.

## 참고 문헌
- (영어) Fischer;  외. (2002). “Planetary Companions to HD 12661, HD 92788, and HD 38529 and Variations in Keplerian Residuals of Extrasolar Planets”. 《The Astrophysical Journal》 551 (2): 1107–1118. doi:10.1086/320224. 2019년 12월 7일에 원본 문서에서 보존된 문서. 2009년 6월 21일에 확인함.